# Tricotil·lomania
La tricotil·lomania (TTM), també coneguda com a trastorn d'arrencar-se el pèl, és un trastorn mental caracteritzat per un desfici prolongat d'arrencar-se propi pèl. Arriba a crear una pèrdua dels cabells visible. Es pot produir una breu sensació positiva a mesura que el subjecte s'arrenca el pèl. Els esforços per deixar d'arrencar-se el pèl solen fallar. Es poden arrencar els pèls de qualsevol lloc, tot i que el cap i al voltant dels ulls són els més comuns. L'arrencament de pèls arriba a generar angoixa.
El trastorn pot aparèixer en famílies. Es produeix amb més freqüència en aquells individus amb trastorn obsessiu compulsiu. Els episodis d'arrencament poden causar ansietat. La gent sol reconèixer que s'arrenca el pèl. En examen, es poden veure pèls trencats. Altres malalties que poden presentar similituds inclouen el trastorn dismòrfic corporal, tot i que en aquest cas les persones s'arrenquen el pèl per intentar millorar la seva aparença.
El tractament es duu a terme normalment amb la teràpia cognitiva-conductual. També pot ser útil el fàrmac clomipramina. S'estima que la tricotil·lomania afecta de l'u al quatre per cent de les persones. La tricotil·lomania s'inicia amb més freqüència a la infància o l'adolescència. Les dones es veuen afectades unes deu vegades més sovint que els homes. El nom va ser creat per François Henri Hallopeau el 1889, a partir del grec θρίξ / τριχ; trix (que significa "pèl"), juntament amb τίλλειν; tíllein (que significa "arrencar"), i μανία; mania (que significa "bogeria").

## Signes i símptomes
La tricotil·lomania sol limitar-se a un o dos llocs, però pot implicar-ne més. El cuir cabellut és el lloc on l'arrencament és més comú, seguit de les celles, pestanyes, cara, braços i cames. Algunes zones menys comunes inclouen la zona pubiana, els braços, la barba i el pit. La presentació clàssica és l'alopècia de la part alta del cap. Els nens són menys propensos a arrencar-se d'altres zones que no siguin del cuir cabellut.
Les persones que pateixen tricotil·lomania solen arrencar-se només un pèl a la vegada i aquests episodis poden tenir una durada de diverses hores. La tricotil·lomania pot combinar-se amb estats semblants a la remissió, on l'individu pot no experimentar el desig d'arrencar-se el pèl durant dies, setmanes, mesos i fins i tot anys.
Les persones amb tricotil·lomania presenten pèls de diferents longituds; n'hi ha que són pèls trencats amb extrems despuntats, alguns que han crescut de nou amb extrems cònics, etc. No es presenta una descamació del cuir cabellut, la densitat general del cabell és normal i la prova de tracció del cabell és negativa (el pèl no s'arrenca fàcilment). Els pèls se solen treure deixant una marca poc usual. Les persones amb tricotil·lomania poden portar en secret o tenir vergonya la seva conducta d'arrencar-se el pèl.
Un efecte psicològic addicional pot ser una baixa autoestima, sovint associada a la sorpresa dels companys i la por a socialitzar-se, a causa de l'aparença i l'atenció negativa que poden rebre. Algunes persones amb tricotilomania porten barrets, perruques, falses pestanyes, llapis de celles o es fan pentinats moderns per intentar evitar aquesta atenció. Sembla que l'estrès té un paper important. En entorns poc estressants, alguns no presenten simptomatologia, . que es reprèn en sortir d'aquest entorn. Algunes persones amb tricotil·lomania poden sentir que són l'única persona amb aquest problema a causa de les baixes taxes de diagnòstic.
Per a algunes persones, la tricotil·lomania és un problema lleu, només una frustració. Però, per a molts, la vergonya pel fet d'arrencar-se el pèl provoca un aïllament social dolorós i comporta una gran molèstia emocional, posant-los en risc d'iniciar un trastorn psiquiàtric comòrbid, com un trastorn de l'estat d'ànim o d'ansietat. El fet d'arrencar-se el pèl pot provocar una gran tensió en les relacions amb familiars i amics. Els familiars poden necessitar ajuda professional per afrontar aquest problema.
Altres complicacions mèdiques són la infecció, la pèrdua permanent de cabell, lesions per estrès repetitiu, la síndrome del túnel carpià i l'obstrucció gastrointestinal com a conseqüència de la tricofagia (ingesta de pèl). En la tricofàgia, les persones amb tricotil·lomania també ingereixen els cabells que s'arrenquen; en casos extrems (i rars) això pot donar lloc a una bola de pèl (tricobezoar). La síndrome de Rapunzel, una forma extrema de tricobezoar en què la «cua» de la bola de pèl s'estén als intestins, pot ser fatal si no es diagnostica.
El medi ambient és un factor important que afecta l'arrencament del pèl. Les activitats sedentàries, com estar en un entorn relaxat, són propícies per a l'arrencament. Un exemple comú d'una activitat sedentària que promou arrencar-se el pèl és romandre estirat al llit mentre s'intenta descansar o adormir-se. Un exemple extrem de tricotil·lomania automàtica es troba en alguns pacients, que han estat observats arrencant-se el pèl mentre dormien. Aquest fet és anomenat tricotil·lomania aïllada del son.

## Causes
L'ansietat, la depressió i el trastorn obsessiu-compulsiu (TOC) es donen més freqüentment en persones amb tricotil·lomania. La tricotil·lomania té un gran solapament amb el trastorn per estrès post traumàtic, i alguns casos de tricotil·lomania poden ser provocats per l'estrès. Una altra escola de pensament posa l'accent en l'arrencament de pèl com a addictiu o com a reforç negatiu, ja que s'associa amb una tensió creixent prèvia i un l'alleujament posterior. Un model neurocognitiu -la noció que els ganglis basals tenen un paper en la formació d'hàbits i que els lòbuls frontals són crítics per suprimir o inhibir aquests hàbits- considera la tricotilomania com un trastorn dels l'hàbits.
Les anomalies del nucli caudat es troben en el TOC, però no hi ha proves que demostrin que aquestes anomalies també es poden relacionar amb la tricotil·lomania. Un estudi ha demostrat que els individus amb tricotil·lomania presenten una reducció del volum cerebelós. Aquests resultats suggereixen algunes diferències entre el TOC i la tricotil·lomania. Hi ha una manca d'estudis de resonància magnètica (IRM) estructural en la tricotil·lomania. En els pocs estudis que s'han realitzat, s'ha trobat que les persones amb tricotil·lomania tenen més matèria grisa cerebral que les que no pateixen el trastorn.
És probable que diversos gens confereixin vulnerabilitat a la tricotil·lomania. Un estudi va identificar mutacions en el gen SLITRK1.

## Diagnòstic
Els pacients poden tenir vergonya o intentar activament dissimular els seus símptomes. Això pot dificultar el diagnòstic, ja que els símptomes no sempre són evidents, o poden estar deliberadament amagats per evitar la divulgació. Si el pacient admet arrencar-se el pèl, el diagnòstic no és difícil; si el pacient ho nega, s'ha de fer un diagnòstic diferencial. El diagnòstic diferencial inclourà l'avaluació per l'alopècia areata, la deficiència de ferro, l'hipotiroïdisme, la tinea capitis, l'alopecia per tracció, l'alopècia mucinosa, l'enverinament per tal·li i la síndrome de la pèrdua de cabell anagen. A la tricotil·lomania, la prova d'arrencament del pèl és negativa.
Es pot realitzar una biòpsia i pot ser útil; revela fol·licles pilosos traumatitzats amb hemorràgia perifol·licular, pèls fragmentats a la dermis, fol·licles buits i eixos deformats. Normalment s'observen múltiples pèls de catagens. Una tècnica alternativa a la biòpsia, particularment indicada per a nens, és afaitar una part de la zona implicada i observar el retrocés de pèls normals.

### Classificació
La tricotil·lomania es defineix com una pèrdua de pèl autoinduïda i recurrent. Incloïa el criteri d'un sentit creixent de la tensió abans d'arrencar-se el pèl i una gratificació o alleujament al fer-ho. Tot i això, algunes persones amb tricotil·lomania no avalen la inclusió de la "tensió creixent i posterior plaer, gratificació o alleujament" com a part dels criteris ja que moltes persones amb tricotil·lomania poden no adonar-se que es treuen el pèl i els pacients que en són conscients poden negar els criteris de tensió abans de la retirada del pèl o una sensació de gratificació posterior.
La tricotil·lomania forma part de l'espectre obsessiu-compulsiu, que també inclou el trastorn obsessiu-compulsiu (TOC), el trastorn dismòrfic corporal (TDC), el trastorn d'excoriació (gratar-se la pell) i el trastorn d'acumulació. Aquests trastorns poden compartir característiques clíniques, aportacions genètiques i possiblement resposta al tractament. En el sentit que s'associa a impulsos irresistibles de realitzar un comportament repetitiu i no desitjat, la tricotil·lomania s'assembla a algunes d'aquestes malalties i la taxa de tricotil·lomania entre els familiars de pacients amb TOC és més alta de l'esperable. No obstant això, s'han observat diferències entre el trastorn i el TOC, com ara l'edat d'inici, les taxes de comorbiditat, les diferències de gènere, la disfunció neural i perfil cognitiu. Quan es presenta a la primera infància, es pot considerar com una entitat clínica diferent.
Com que la tricotil·lomania pot estar present en diversos grups d'edat, és útil en termes de pronòstic i tractament diferenciar-ne tres subgrups: nens en edat preescolar, preadolescents i adults joves, i adults.
En nens en edat preescolar, la tricotil·lomania es considera benigna. Per a aquests nens, el fet d'arrencar-se pèl es considera un mitjà d'exploració o alguna cosa que es fa inconscientment, semblant a mossegar-se les ungles o xuclar-se els dits, i gairebé mai no continua en edats posteriors.
L'edat més comuna d'aparició de tricotil·lomania és entre els 9 i els 13 anys. En aquesta franja d'edat, la tricotil·lomania sol ser crònica i continua fins a l'edat adulta.
Per acabar, la tricotil·lomania que comença a l'edat adulta prové més sovint de causes psiquiàtriques subjacents.
La tricotil·lomania no sol ser un acte focalitzat, sinó que l'arrencament del pèl es produeix en un estat similar a un estat de trànsit; tanmateix, la tricotil·lomania es subdivideix en arrencaments de pèl "automàtics" i "focalitzats". Els nens presenten més sovint el subtipus automàtic, o inconscient, i potser no recorden conscientment que s'han arrencat el pèl. Altres persones poden haver generat rituals associats a la retirada del cabell, incloent la cerca de tipus específics de pèls, arrencant-los fins que aquests se sentin "correctes", o arrencar-los com a resposta a una sensació específica. El coneixement del subtipus és útil per determinar estratègies de tractament.

## Tractament
El tractament es basa en l'edat de la persona. La majoria dels nens en edat preescolar superen la condició si es gestiona de manera conservadora. En adults joves, establir el diagnòstic i augmentar la consciència de la malaltia suposa una tranquil·litat important per a la família i el pacient. Es poden considerar intervencions no farmacològiques, inclosos programes de modificació de la conducta; es poden considerar derivacions a psicòlegs o psiquiatres quan fallin altres intervencions. Quan la tricotil·lomania comença a l'edat adulta, sovint s'associa amb altres trastorns mentals, i el millor és la derivació a un psicòleg o psiquiatre per a una avaluació o tractament. L'arrencament de pèl es pot resoldre quan es tracten els trastorns comòrbids.

### Psicoteràpia
L'entrenament en inversió d'hàbits (IR) té l'índex més gran d'èxit en el tractament de la tricotil·lomania. També s'ha demostrat que l'IR és un bon complement de la medicació com una forma de tractar la tricotil·lomania. Amb l'IR, l'individu és entrenat per aprendre a reconèixer el seu impuls d'arrencar-se el pèl i a reconduir-lo. En comparatives del tractament conductual i el farmacològic, la teràpia cognitiva-conductual (inclosa l'IR) ha demostrat una millora significativa respecte a la medicació sola. També ha resultat eficaç en el tractament amb els nens. El biofeedback, els mètodes cognitiu-conductuals i la hipnosi també poden millorar els símptomes. La Teràpia d'Acceptació i Compromís (ACT) també està resultant prometedora com a tractament de la tricotilomania. Una revisió sistemàtica del 2012 va trobar evidències provisionals positives per al " desacoblament de moviments".

### Medicació
L'Administració d'Aliments i Fàrmacs dels Estats Units (FDA) no ha aprovat cap medicament per al tractament de la tricotil·lomania.
Es poden utilitzar diversos medicaments per tractar la tricotil·lomania. El tractament amb clomipramina, un antidepressiu tricíclic, va demostrar en un petit estudi de doble cec millores dels símptomes, però els resultats d'altres estudis sobre la clomipramina per al tractament de la tricotilomania han estat inconsistents. La naltrexona pot ser un tractament viable. La fluoxetina i altres inhibidors selectius de recaptació de la serotonina (ISRS) tenen una utilitat limitada en el tractament de la tricotil·lomania i sovint poden tenir efectes secundaris significatius. La teràpia conductual ha resultat més eficaç en comparació amb la fluoxetina. Hi ha poca investigació sobre l'efectivitat de la teràpia conductual combinada amb la medicació, i manquen evidències sòlides d'estudis d'alta qualitat. El tractament amb acetilcisteïna deriva del coneixement del paper del glutamat en la regulació del control de l'impuls.
Diferents medicaments, depenent de l'individu, poden augmentar l'arrencament de pèl.

### Dispositius
La tecnologia es pot utilitzar per ampliar l'entrenament en nversió d'hàbits o la teràpia conductual. Existeixen diverses aplicacions mòbils per ajudar a registrar la conducta i centrar-se en estratègies de tractament. També hi ha dispositius portables que fan un seguiment de la posició de les mans de l'usuari i produeixen notificacions sonores o vibrants perquè aquest pugui fer un seguiment de les taxes d'aquests esdeveniments al llarg del temps.

## Prognosi
Quan es presenta a la primera infància (abans dels cinc anys), la condició normalment remet per si sola i no cal intervenció. En adults, l'aparició de tricotil·lomania pot ser secundària a alteracions psiquiàtriques subjacents, i els símptomes són generalment a més llarg termini.
Es poden produir infeccions secundàries per culpa les gratades, però altres complicacions són rares. Les persones amb tricotil·lomania solen trobar els grups de suport útils per viure amb el trastorn i superar-lo.

## Epidemiologia
Tot i que fins al 2009 no s'havien realitzat estudis epidemiològics de poblacions àmplies, es calcula que la prevalença de la tricotil·lomania oscil·la entre el 0,6% i el 4,0% de la població total.
La tricotil·lomania es diagnostica en tots els grups d'edat; l'aparició és més freqüent durant la preadolescència i l'edat adulta jove, amb l'edat mitjana d'inici entre els 9 i els 13 anys, i un pic notable entre els 12 i els 13 anys. Entre els nens en edat preescolar els gèneres estan igualment representats. Sembla que hi ha un predomini femení entre els preadolescents i adults joves, entre el 70% i el 93% dels pacients. Entre els adults, les dones solen superar els homes en un rati de 3 a 1.
L'arrencament "automàtic" es produeix en aproximadament les tres quartes parts dels pacients adults amb tricotilomania.

## Història
Aristòtil va esmentar per primera vegada l'arrencament de pèl al segle iv aC. Es va descriure per primera vegada a la literatura moderna el 1885, i el terme tricotil·lomania va ser creat pel dermatòleg francès François Henri Hallopeau el 1889.
El 1987, la tricotil·lomania va ser reconeguda al Manual de diagnòstic i estadística de l'Associació Americana de Psiquiatria, a tercera edició revisada (DSM-III-R).

## Societat i cultura
Els grups d'assistència i els llocs d'internet poden proporcionar material educatiu recomanat i ajudar les persones amb tricotil·lomania a mantenir una actitud positiva i a superar la por d'estar sols amb el trastorn.

### Mitjans de comunicació
Una pel·lícula documental que explora la tricotil·lomania, Bad Hair Life, va ser el 2003 guanyadora del premi International Health & Medical Media Award a la millor pel·lícula en psiquiatria i guanyadora el 2004 del Superfest Film Festival Merit Award.
Trichster és un documental del 2016 que segueix set individus que viuen amb tricotil·lomania, mentre naveguen per les emocions complicades que envolten el trastorn i l'efecte que té en la seva vida quotidiana.